# Supercoppa russa 2011 (pallavolo maschile)
La Supercoppa russa 2011 si è svolta il 28 settembre 2011: al torneo hanno partecipato due squadre di club russe e la vittoria finale è andata per la seconda volta consecutiva allo Zenit-Kazan.

## Regolamento
Le squadre hanno disputato una gara unica.

## Squadre partecipanti
| Squadra               | Qualificazione                  |
| --------------------- | ------------------------------- |
| Lokomotiv Novosibirsk | Vincitrice Coppa di Russia 2010 |
| Zenit-Kazan           | Vincitrice Superliga 2010-11    |

## Torneo
| 28 settembre 2011 SKK Sever, Novosibirsk Durata: 1h:25 - Spettatori: 3 000 | Lokomotiv Novosibirsk | 0 - 3 | Zenit-Kazan | 23-25, 27-29, 21-25 |